# George Browne (3e marquis de Sligo)
George John Browne, 3e marquis de Sligo (31 janvier 1820 - 30 août 1896), titré comte Altamont jusqu'en 1845, est un homme politique britannique et irlandais.

## Biographie
Fils de Howe Browne, George Browne fait ses études au Collège d'Eton et au Trinity College de Cambridge. Il se marie trois fois mais meurt sans héritier masculin. Il est marié à Ellen Smythe, fille du 6e vicomte Strangford, puis en secondes noces à Julia Nugent, fille du 9e comte de Westmeath et enfin à Isabelle de Peyronnet, fille du vicomte de Peyronnet.
Comme ses prédécesseurs, Browne est fier d'être un propriétaire éclairé. Au cours de la deuxième année de la Grande Famine en Irlande, les locataires de Browne se réunissent à Westport House, la résidence ancestrale des marquis de Sligo. Browne assure ses locataires de son soutien pour eux et leur remet des fusils (sans égard à sa propre sécurité), leur permettant de chasser le gibier. Il s'endette également considérablement afin d'acquérir de la farine de maïs des Amériques et convertit la majeure partie de Westport House en une soupe populaire pour les paysans affamés.
Il est enterré au cimetière de Kensal Green, à Londres. Son frère John Browne lui succède.

## Famille
Il épouse, le 3 mai 1847, Ellen Smythe, fille de Percy Smythe, 6e vicomte Strangford et de Ellen Burke. Ils n'ont pas d'enfants.
Il épouse en secondes noces, le 20 juillet 1858, Julia Nugent, fille d'Anthony Nugent, 9e comte de Westmeath et de Anne Catherine Daly. Ils n'ont pas d'enfant.
Il épouse en troisième et dernière noce, le 6 juin 1878, Isabelle Raymonde de Peyronnet, fille de Paul de Peyronnet, vicomte de Peyronnet et de Georgina Whitfield. Ils ont deux filles.
- Lady Mary Isabel Peyronnet Browne (6 novembre 1881 - 18 décembre 1948), célibataire, sans enfants ;
- Lady Isabel Mary Peyronnet Browne (6 novembre 1881 - 8 juin 1947), célibataire, sans enfants.

## Décorations
- Médaille du jubilé d'or de Victoria (21 juin 1887)